# Jean-Baptiste Delescluse
Toussaint Jean-Baptiste Joseph Delescluse (Aat, 5 april 1803 - 9 november 1861) was een Belgisch volksvertegenwoordiger en burgemeester.

## Levensloop
Delescluse, die vrijgezel bleef, was een zoon van de politiecommissaris en vrederechter Jean-Juste Delescluse en van Marie-Philippine Ockerman. Zijn grootvader Toussaint was tijdens de Franse Tijd burgemeester van Aat.
Hij volgde middelbaar onderwijs aan het college in Aat en rondde deze studies in 1819 met onderscheiding af. Vervolgens studeerde hij rechten aan de Rijksuniversiteit Leuven, waar hij in 1824 het diploma van doctor in de rechten behaalde. Delescluse schreef zich als advocaat in bij de balie van Doornik en ging hij enkele jaren in deze stad wonen, om enkele jaren later terug te keren naar zijn geboortestad Aat.
Delescluse nam niet deel aan de Belgische Revolutie, maar verleende wel zijn medewerking aan de nieuwe autoriteiten. De liberaal gezinde advocaat werd in 1831 verkozen tot gemeenteraadslid van Aat en op 18 oktober dat jaar werd hij schepen van de stad. In die hoedanigheid diende hij een zware choleraepidemie te bestrijden, die van augustus tot november 1832 woedde in de stad. In maart 1833 volgde hij kort voor zijn dertigste verjaardag Edouard de Rouillé op als burgemeester van Aat en nam hij voorzichtige initiatieven om de positie van arbeiderskinderen, met name in het onderwijs, te verbeteren. Dit en zijn overduidelijke liberale overtuigingen verontrustten echter de unionistische leden van de gemeenteraad en de eenheid van het unionisme werd bedreigd. Daarom werd Delescluse na de gemeenteraadsverkiezingen van 1836 opzijgeschoven als burgemeester en in januari 1837 opgevolgd door Jean-Baptiste Taintenier, een meer gematigde liberaal. Daarna bleef Delescluse ongeveer tien jaar gewoon gemeenteraadslid. Voorts zetelde hij van 1836 tot 1840 in de provincieraad van Henegouwen en was hij tussen 1834 en 1842 meermaals kandidaat voor een Kamerzetel in het arrondissement Aat, maar raakte hij telkens niet verkozen. 
Als reactie op een herderlijk schrijven van de Belgische bisschoppen waarin het oprichten van vrijmetselaarsloges werd veroordeeld, was Delescluse in mei 1839 medestichter van de vrijmetselaarsloge La Renaissance in Aat, waarvan hij tot 1845 de Achtbare Meester was, een functie waarin hij de werking van de loge in goede banen leidde. De loge telde ongeveer 70 leden en verzette zich tegen de invloed van de katholieke kerk op het politieke en sociale leven. In 1842 stond Delescluse mee aan de wieg van de Liberale Associatie van de stad Aat, die bij de gemeenteraadsverkiezingen van 1845 de meerderheid veroverde in de gemeenteraad van Aat. In 1846 werd hij verkozen tot voorzitter van deze associatie, die hij in progressieve richting stuwde. Delescluse stond namelijk bekend als een progressieve liberaal en zelfs een vroege socialist die streefde naar sociale hervormingen en wilde voorzien in sociale werkplaatsen voor armen, bijstandshuizen voor gepensioneerden en zieken en scholen voor arbeiders. Met deze standpunten vervreemde hij zichzelf van de gematigde liberalen en katholieken, die van geen enkele sociale hervorming wilden weten. 
In juni 1848 werd Delescluse verkozen tot liberaal volksvertegenwoordiger voor het arrondissement Aat, in de context van de revolutiegolf door Europa en de sociaal-economische crisis in België. Hetzelfde jaar, in oktober 1848, werd hij opnieuw burgemeester van Aat. Delescluse weerde de doctrinaire liberalen uit het stadsbestuur en nam verschillende initiatieven ten gunste van het proletariaat in de stad, zoals de oprichting van een landbouwschool, het opzetten van verschillende sociale werkplaatsen die de sociale crisis moesten bezweren en de stichting van scholen die moesten voorzien in de opleiding van toekomstige steenhouwers, timmermannen, schoenmakers, boekbinders en kantwerksters. Door de bescheiden financiële middelen waarover de stad beschikte en de tegenwerking van de hogere overheden slaagde Delescluse er echter niet in om de levensomstandigheden van de lagere sociale klassen aanzienlijk te verbeteren. Wel keurde de gemeenteraad van Aat in 1849 de oprichting van een spaarbank goed, die de nodige middelen moest bijeenbrengen om de sociale voorzieningen voor arbeiders te kunnen uitbreiden, en werd in 1848 een gaarkeuken opgericht, waar arme families dagelijks terechtkonden om goedkope soep te verkrijgen. Ook probeerde Delescluse een kredietmaatschappij op te zetten die de bouw van arbeiderswoningen mogelijk moest maken, maar verkreeg hij daarvoor niet de nodige steun van de regering. De sociale maatregelen van Delescluse leidden tot een breuk tussen de radicale en doctrinaire liberalen, die bij de gemeenteraadsverkiezingen van oktober 1851 met afzonderlijke lijsten opkwamen. Desondanks slaagden de radicale liberalen erin om hun positie na de verkiezingen te versterken. 
In juni 1852 raakte Delescluse niet herkozen in de Kamer, omdat de doctrinaire liberaal en uittredend volksvertegenwoordiger Martin Jouret zich met de steun van senator Eugène de Ligne, een gematigde liberaal, had verbonden met de katholiek Frédéric de Sécus. Een gedesillusioneerde Delescluse overwoog daarna even om de politiek te verlaten en reisde enkele maanden door Italië, maar keerde daarna terug naar zijn stad om zijn burgemeestersfuncties weer op te nemen. In 1854 werd hij eveneens opnieuw provincieraadslid van Henegouwen. 
Om bijkomende sociale maatregelen te financieren besliste Delescluse om de gemeentebelastingen te verhogen, hetgeen hem hevige kritiek opleverde van de gematigde liberalen en de katholieken, die Delescluse verweten dat hij de financiële middelen van de stad verkwistte aan oproerkraaiers. In september 1855 werd hij uiteindelijk door de unionistische regering-de Decker uit zijn ambt van burgemeester ontzet, waarna de katholieke Charles Lor, een figuur van buiten de gemeenteraad, tot zijn opvolger werd benoemd. De radicale liberalen waren hier zeer ontstemd over en stelden een manifest op waarin ze Lor stevig op de korrel namen, dat in november 1855 in de gemeenteraad werd voorgelezen door  
raadslid François Deneufbourg. Lor sleepte de radicaal-liberale gemeenteraadsleden voor de rechter en diende klacht in wegens smaad; de zaak deed heel wat stof opwaaien in de pers en werd zelfs besproken in het parlement. In november 1856 werden de radicaal-liberale gemeenteraadsleden door het Brusselse Hof van Beroep tot strenge straffen veroordeeld. Delescluse kreeg een gevangenisstraf van drie maanden, die hij uitzat in de gevangenis van Petit-Carmes in Brussel en werd voor vijf jaar uit zijn burgerlijke en politieke rechten ontzet, waardoor Delescluse ontslag moest nemen uit zijn politieke mandaten. Na zijn periode in de gevangenis vestigde Delescluse zich in Elsene.
In 1858 werd hij in ere gesteld en kon Delescluse zijn politieke carrière hervatten. Bij de gemeenteraadsverkiezingen van december 1860 werd hij opnieuw verkozen in de gemeenteraad van Aat, maar zijn verkiezing werd ongeldig verklaard, daar zijn officiële domicilie in Elsene lag. In januari 1861 richtte Delescluse vervolgens mee La Société libérale op, een vereniging die alle progressieve liberalen in Aat rond zich verenigde en van 1862 tot 1866 met L'Union over haar eigen persorgaan beschikte. La Société libérale diende bij de parlementsverkiezingen van juni 1861 een lijst in in het arrondissement Aat, die echter niet het succes boekte dat werd verwacht. Enkele maanden later blies Delescluse op 58-jarige leeftijd zijn laatste adem uit.